# Kosmos 2427
Kosmos 2427, ruski izviđački satelit za optičko izviđanje (fotografski, vrsta koja se vraća s filmom) iz programa Kosmos. Vrste je Jantar-4K2M (Kobaljt-M br. 558). 
Lansiran je 7. lipnja 2007. godine u 18:00 s kozmodroma Pljesecka. Lansiran je u nisku orbitu oko planeta Zemlje raketom nosačem Sojuz-U 11A511U. Orbita mu je bila 182 km u perigeju i 354 km u apogeju. Orbitne inklinacije je 67,14°. Spacetrackov kataloški broj je 31595. COSPARova oznaka je 2007-022-A. Zemlju je obilazio u 89,87 minute. Pri lansiranju bio je mase oko 6700 kg. 
Vratio se na Zemlju 22. kolovoza 2007. godine. Iz misije je ostao još jedan dio koji je ostao kružiti u niskoj orbiti pa se kao i solarni paneli vratio u atmosferu.

## Vanjske poveznice
- N2YO.com Search Satellite Database (engl.)
- Celes Trak SATCAT Format Documentation (engl.)
- Kunstman  Arhivirana inačica izvorne stranice od 12. kolovoza 2019. (Wayback Machine) Satellites in Orbit (engl.)